# Поляновка (река)
Поля́новка — река в России, протекает по территории Угранского района Смоленской области. Устье реки находится в 322 км от устья Угры по левому берегу. Длина реки составляет 10 км, площадь водосборного бассейна — 28,4 км². На реке расположена деревня Малое Захарьевское Захарьевского сельского поселения.

## Данные водного реестра
По данным государственного водного реестра России относится к Окскому бассейновому округу, водохозяйственный участок реки — Угра от истока и до устья, речной подбассейн реки — Бассейны притоков Оки до впадения Мокши. Речной бассейн реки — Ока.
Код объекта в государственном водном реестре — 09010100412110000020606.